# Coupe des champions masculine de volley-ball 1959-1960
Navigation
Coupe des champions 1960-1961
La Coupe des champions est la plus importante compétition de club, de la saison 1959-1960, en Europe.

## Compétition

### Tour préliminaire
- CAS BNCI Alger est exempté de ce tour

### Demi-finales
- Les deux matchs CSKA Moscou-CAS BNCI Alger se sont déroulés à Moscou, l'équipe soviétique ayant refusé de se déplacer en Algérie.